# I'm So Lonesome I Could Cry
Singles de Hank Williams
You're Gonna Change (or I'm Gonna Leave)
(1949) I Just Don't Like This Kind of Living
(1949)
I'm So Lonesome I Could Cry est une chanson écrite et originellement enregistrée par le chanteur de country américain Hank Williams.
La chanson est sortie sur la face B du single My Bucket's Got a Hole in It (publiée sous le label Sterling Records en novembre 1949). Elle n'a pas attiré beaucoup d'attention à l'epoque, mais après la mort de Hank Williams a été ravivée et reprise par beaucoup d'artistes, notamment Willie Nelson, Jerry Lee Lewis et Elvis Presley.
La chanson a reçu, dans la version originale de Hank Williams, le Grammy Hall of Fame Award en 1999.
En 2004, Rolling Stone a classé cette même version 111e sur la liste des « 500 plus grandes chansons de tous les temps ». (En 2010, le magazine rock américain a mis à jour sa liste, maintenant la chanson est 112e.)

## Composition
La chanson a été écrite par Hank Williams. La version originale a été produite par Fred Rose.